# Елвіс Ману
Елвіс Ману (нід. Elvis Manu, нар. 9 серпня 1993, Дордрехт) — нідерландський футболіст ганського походження, півзахисник клубу «Вісла» (Краків).

## Клубна кар'єра
Народився 9 серпня 1993 року в місті Дордрехт. Ману починав займатися футболом в місцевому аматорському клубі «Амстелвейк», а потім перейшов в інший клуб з Дордрехта ВВ ССВ, де був помічений скаутами «Феєнорда». Дорослу футбольну кар'єру розпочав 2011 року в основній команді того ж клубу, в якій провів один сезон, взявши участь у 4 матчах чемпіонату.
26 лютого 2012 року Елвіс дебютував в основному складі «Феєнорда» у виїзному матчі проти ПСВ (2:3), вийшовши на заміну замість Джерсона Кабрала. 6 травня 2012 року футболіст забив свій перший гол на професійному рівні, вразивши ворота «Геренвена». Втім, так і не ставши основним гравцем, протягом сезону 2012/13 років на правах оренди захищав кольори клубу «Ексельсіор» (Роттердам) з Еерстедивізі, а у другій половині 2013/14 років також на правах оренди захищав кольори клубу «Камбюр» з Ередивізі.
Влітку 2014 року Елвіс повернувся до «Феєнорда» і у сезоні 2014/15 був основним гравцем команди, а 29 серпня 2015 року перейшов у англійський «Брайтон енд Гоув» з Чемпіоншипу. Тут Ману не був основними гравцем і здавався в оренду в клуби «Гаддерсфілд Таун» та «Гоу Егед Іглз».
10 липня 2017 року став гравцем турецького клубу «Генчлербірлігі», підписавши дворічний контракт. Втім вже за підсумками першого сезону клуб зайняв передостаннє місце в Суперлізі і покинув вищий дивізіон, після чого Елвіс у липні на правах вільного агента перейшов в інший місцевий клуб, «Акхісар Беледієспор». З цією командою в своєму дебютному матчі Елвіс виграв свій перший у кар'єрі трофей — Суперкубок Туреччини. Станом на 12 грудня 2018 року відіграв за команду з Маніси 13 матчів в національному чемпіонаті.

## Виступи за збірні
2011 року дебютував у складі юнацької збірної Нідерландів, взяв участь у 8 іграх на юнацькому рівні, відзначившись одним забитим голом.
З 2012 року залучався до складу молодіжної збірної Нідерландів. На молодіжному рівні зіграв у 4 офіційних матчах.
У 2015 році отримав також громадянство Гани і отримав право виступати за збірну своєї історичної батьківщини.

## Титули і досягнення
- Володар Суперкубка Туреччини (1):

«Акхісар Беледієспор»: 2018
- Чемпіон Болгарії (1):

«Лудогорець»: 2020–21
- Володар Суперкубка Болгарії (1):

«Лудогорець»: 2021